# جان عديلة
جان عديلة (بالإنجليزية: Jan Adele)‏ هي ممثلة أسترالية، ولدت في 1936، وتوفيت في 27 فبراير 2000.

## وصلات خارجية
- جان عديلة على موقع IMDb (الإنجليزية)
- جان عديلة على موقع قاعدة بيانات الفيلم (الإنجليزية)